# Кубок Німеччини з футболу 1976—1977
Кубок Німеччини з футболу 1976—1977 — 34-й розіграш кубкового футбольного турніру в Німеччині, 25 кубковий турнір на території Федеративної Республіки Німеччина після закінчення Другої світової війни. У кубку взяли участь 128 команд. Переможцем кубка Німеччини вдруге став Кельн.

## Третій раунд
| Команда 1                   | Рахунок | Команда 2                        |
| --------------------------- | ------- | -------------------------------- |
| 15 грудня 1976              |         |                                  |
| Кельн                       | 5:1     | Теніс Боруссія (Західний Берлін) |
| 17 грудня 1976              |         |                                  |
| Баєр 05 Юрдінген (2)        | 3:1     | Кайзерслаутерн                   |
| 18 грудня 1976              |         |                                  |
| Рот-Вайс (Ессен)            | 5:1     | Бохум                            |
| Вердер                      | 3:0     | Баєр 04 (2)                      |
| Дармштадт 98 (2)            | 0:1 дч  | Герта (Західний Берлін)          |
| Рехлінген (Фельклінген) (2) | 2:3     | Айнтрахт (Франкфурт-на-Майні)    |
| Шальке 04                   | 1:0     | Франкфурт (2)                    |
| Оснабрюк (2)                | 3:1 дч  | Боруссія (Дортмунд)              |
| Баварія                     | 10:1    | Унтербойхінген (3)               |
| Аугсбург (2)                | 2:1     | Мюнхен 1860 (2)                  |
| Пірмазенс (2)               | 3:4     | Армінія (Білефельд) (2)          |
| Нюрнберг (2)                | 3:2     | Чіо-Вальдгоф (2)                 |
| Байройт (2)                 | 2:1     | Хассія Бінген (3)                |
| Дуйсбург                    | 4:0     | Фортуна (Кельн) (2)              |
| 19 грудня 1976              |         |                                  |
| Гютерсло (3)                | 0:6     | Гомбург (2)                      |
| Баварія (аматори) (3)       | 2:1     | Штутгарт (2)                     |

## Четвертий раунд
| Команда 1                     | Рахунок | Команда 2                     |
| ----------------------------- | ------- | ----------------------------- |
| 8 січня 1977                  |         |                               |
| Байройт (2)                   | 2:0     | Аугсбург (2)                  |
| Нюрнберг (2)                  | 1:0     | Оснабрюк (2)                  |
| Дуйсбург                      | 1:2     | Герта (Західний Берлін)       |
| Шальке 04                     | 2:2 дч  | Айнтрахт (Франкфурт-на-Майні) |
| Баєр 05 Юрдінген (2)          | 2:0     | Вердер                        |
| Рот-Вайс (Ессен)              | 2:0     | Армінія (Білефельд) (2)       |
| Кельн                         | 7:2     | Гомбург (2)                   |
| Баварія                       | 5:3     | Баварія (аматори) (3)         |
| 25 січня 1977 (перегравання)  |         |                               |
| Айнтрахт (Франкфурт-на-Майні) | 4:3     | Шальке 04                     |

## Чвертьфінали
| Команда 1               | Рахунок | Команда 2                     |
| ----------------------- | ------- | ----------------------------- |
| 9 лютого 1977           |         |                               |
| Кельн                   | 4:2     | Нюрнберг (2)                  |
| 19 лютого 1977          |         |                               |
| Герта (Західний Берлін) | 4:2 дч  | Баварія                       |
| Баєр 05 Юрдінген (2)    | 6:3 дч  | Айнтрахт (Франкфурт-на-Майні) |
| Байройт (2)             | 1:2     | Рот-Вайс (Ессен)              |

## Півфінали
| Команда 1            | Рахунок | Команда 2               |
| -------------------- | ------- | ----------------------- |
| 7 квітня 1977        |         |                         |
| Кельн                | 2:0     | Рот-Вайс (Ессен)        |
| Баєр 05 Юрдінген (2) | 0:1     | Герта (Західний Берлін) |

## Фінал
| 28 травня 1977 17:30 (CET) |

| Герта (Західний Берлін) | 1:1 дч   | Кельн      |
| ----------------------- | -------- | ---------- |
| Горр 64'                | Протокол | Мюллер 44' |

| Нідерсахсенштадіон, Ганновер Глядачів: 54 000 Арбітр: Рудольф Фрікель |

### Матч-перегравання
| 30 травня 1977 16:00 (CET) |

| Герта (Західний Берлін) | 0:1      | Кельн      |
| ----------------------- | -------- | ---------- |
|                         | Протокол | Мюллер 70' |

| Нідерсахсенштадіон, Ганновер Глядачів: 35 000 Арбітр: Клаус Омсен |